# الإسلام في جمهورية اودمورتيا
الإسلام في جمهورية اودمورتيا بدأ في الاٍنتشار بين السكان نتيجة جهود الباشكير والتتار، فسكان المنطقة من قبائل الفونياك حتى القرن الثامن عشر، ولكن الإسلام بدأ بينهم في القرنين الثامن والتاسع عشر، وكان اعتناقهم للإسلام في ظروف قاسية في ظل القوانين التي أصدرها قياصرة روسيا، ومن بين الفونياك قبائل الشيريمس وكان الروس يعدونهم جنساً منحطاً، ويصفوهم بألقاب شائنة، ولقد انتقل الإسلام إليهم عن طريق انتقال الباشكير إليهم، وبدأت هذه الخطوات بالتصاهر، ولما كانت المساجد محرمة عليهم في قراهم بل كان الروس يطلقون على الشيريمس (الكلاب المختونة) وأمام هذا التحدي، أخد الشيريمس في الهجرة وتأسيس قري جديدة كان ينتقل إليها الباشكير، فيؤسسون المساجد بمعاونة الباشكير والتتار، واتسعت حركة الهجرة والمصاهرة، وكان التتار يحتلون الأماكن والقري التي يخليها الشيريمس، وهكذا انتشر الإسلام بينهم رغم قسوة الظروف والقوانين التي فرضت عليهم، وأصبح الشيريمس على جانب عظيم من الحماسة لنشر الدين الإسلامي. وهكذا جذب الإسلام الشعوب الوثنية في منطقة أورال والفولجا.
ويصل عدد المسلمين في جمهورية اودمورتيا إلى 60% ويتبعون الإدارة الدينية لمسلمي القسم الأوروبي في مدينة أوفا. ولقد احتلتها روسيا القيصرية في سنة (968 هـ- 1560 م)، واستولى الشيوعيون عليها وأعلنت بها الجمهورية في سنة (1353 هـ - 1934 م).

## المصدر
- الأقليات المسلمة في آسيا وأستراليا – ل سيد عبد المجيد بكر.